# Benet XIII (papa)
|  | Aquest article tracta sobre el papa canònic. Si cerqueu el papa no canònic, vegeu «Benet XIII». |

Benet XIII (Gravina in Puglia, Regne de Nàpols, 2 de febrer de 1649 - 1730) és el nom adoptat per Pietro Francesco Orsini Gravina quan va ser escollit papa el 1724. El seu nom és el mateix de l'anomenat papa Luna (Benet XIII d'Avinyó), considerat un antipapa pels catòlics.
Era el fill primogènit de Ferdinando III Orsini duc de Gravina in Puglia i Giovanna Frangipani della Tolfa. Fill d'una família influent de Roma, la família Orsini. És el tercer i últim membre de la casa Orsini que arriba a ser papa. Els altres dos són Celestí III (1191-1198); i Nicolau III (1277-1280).
Quan tenia nou anys, son pare va morir i Pietro Francesco va heretar els seus títols nobiliaris. Als disset anys va demanar entrar a l'orde dels dominics en contra de la voluntat de la seva família perquè era fill primogènit. La família va apel·lar a Climent IX però no va servir de res degut el talent del noi. Poc després, el 1668, va abnegar l'herència dels títols, que van passar al seu germà. Va processar amb el nom de Vincenzo Maria Orsini. Va ser ordenat sacerdot el 24 de febrer de 1671 pel cardenal Emilio Altieri, el futur papa Climent X.
Fou escollit en el Conclave de 1724. L'elecció de Orisini va ser notable en aquella època perquè era inusual per als cardenals que elegissin un frare, ja que eren vistos per alguns com massa rígids. Els membres dels ordes religiosos en el moment eren respectats sovint pels cardenals, però poques vegades resultaven elegits, amb Benet XIII sent només el quart des del Concili de Trento. Benet XIII mantingué el cardenal Paolucci com a cardenal Secretari d'Estat, càrrec que ocupava des de 1700, i que ocuparia fins a morir el 12 de juny de 1726. També mantingué el cardenal Pietro Corradini com a pro-datari; i el cardenal Olivieri com a Secretari de Breus. El començament del seu pontificat està marcat per l'intent de reformar els costums del clergat italià. En consonància amb els seus decrets morals, va prohibir la loteria i va reforçar el caràcter espectacular de la litúrgia. Va cedir gran part del seu poder al cos de cardenals i va nomenar molts bisbes nous, fent créixer la jerarquia de l'església catòlica. Destaca també per la seva oposició al jansenisme.